# Over Each Other
Over Each Other – utwór amerykańskiego zespołu muzycznego Linkin Park, będący trzecim singlem z ósmego albumu studyjnego zespołu, From Zero. Został wydany w formacie digital download 24 października 2024 roku nakładem Warner Records.

## Wydanie i promocja
Na niecały miesiąc przed premierą albumu From Zero, zespół Linkin Park ujawnił w mediach, że 24 października 2024 roku ukaże się kolejny singel z albumu, „Over Each Other” i że towarzyszyć mu będzie teledysk. Zgodnie z zapowiedzią, utwór „Over Each Other” został wydany w sieci w formacie digital download 24 października nakładem Warner Records, ponadto do sieci trafił wtedy też teledysk.
W ramach promocji singla 23 października 2024 roku na elektronicznym billboardzie na Times Square w Nowym Jorku wyświetlany był klip zapowiadający teledysk. Następnego dnia, gdy singel został wydany, odbyła się też jego światowa premiera radiowa: na antenie BBC Radio 1 w programie New Music Show prowadzonym przez Jacka Saundersa.

## Opis
„Over Each Other” jest pierwszą piosenką Linkin Park, w której Emily Armstrong, następczyni wieloletniego wokalisty zespołu Chestera Benningtona, jako jedyna jest odpowiedzialna za wokal. Pod kątem stylistyki muzycznej utwór był w branżowych mediach określany jako reprezentant pop-rocka i rocka alternatywnego.

## Teledysk
19 października 2024 roku Joe Hahn, DJ i dyrektor kreatywny Linkin Park, zamieścił w serwisie Instagram wpis, w którym ujawnił, że on i Emily Armstrong zostali na kilka dni w Seulu po zagranym w tym mieście, stanowiącym część trasy koncertowej From Zero World Tour koncercie zespołu z 28 września 2024 roku, aby nakręcić teledysk do „Over Each Other”. Dodał także, że w ten sposób zrealizował swoje marzenie o tym, „żeby kiedyś wyreżyserować projekt w Korei”. Klip przedstawia historię Emily Armstrong i jej przyjaciółki, granej przez koreańską aktorkę Kong Seong-Ha. Obie kobiety kłócą się w łazience, po czym wsiadają do samochodu i odjeżdżają dalej się kłócąc. Wkrótce dochodzi do wypadku samochodu Armstrong i Kong, na miejscu którego zjawiają się koreańskie służby ratunkowe. Gregory Adams z magazynu Revolver stwierdził, że teledysk zawiera „zwrot akcji w stylu Shyamalana”.

## Twórcy
Opracowano na podstawie materiału źródłowego.
Zespół Linkin Park w składzie
- Emily Armstrong – wokale
- Mike Shinoda – gitara rytmiczna, chórki, keyboard, sampler, programowanie
- Brad Delson – gitary, pianino
- Dave „Phoenix” Farrell – gitara basowa
- Joe Hahn – programowanie(inne języki)
- Colin Brittain – perkusja

Produkcja
- Linkin Park, Jon Green – autorstwo utworu
- Mike Shinoda – produkcja muzyczna, nagrywanie, tekst
- Brad Delson, Colin Brittain – współprodukcja muzyczna
- Matias Mora – dodatkowa produkcja muzyczna, autorstwo utworu
- Emily Armstrong – tekst
- Neal Avron(inne języki) – miksowanie
- Scott Skrzynski – dodatkowe miksowanie
- Emerson Mancini – mastering
- Ethan Mates – nagrywanie

## Notowania na listach przebojów
| Notowania tygodniowe \| Lista (2024) \| Pozycja \| \| ------------------------------------------------------------------------- \| ------- \| \| Austria (Ö3 Austria Top 40) \| 9[13] \| \| Brazylia (Brasil Hot 100(inne języki) (Billboard)) \| 90[14] \| \| Czechy (Singles Digitál – Top 100) \| 19[15] \| \| Francja (SNEP) \| 159[16] \| \| Grecja (IFPI) \| 95[17] \| \| Kanada (Billboard Canadian Hot 100 (Billboard)) \| 96[18] \| \| Niemcy (Offizielle Deutsche Charts) \| 11[19] \| \| Nowa Zelandia (Recorded Music NZ) \| 14[20] \| \| Polska (OLiS) \| 82[21] \| \| Słowacja (Singles Digitál – Top 100) \| 54[22] \| \| Stany Zjednoczone (Hot Hard Rock Songs (Billboard)) \| 3[23] \| \| Stany Zjednoczone (Hot Rock & Alternative Songs(inne języki) (Billboard)) \| 24[24] \| \| Szwajcaria (Singles Top 100) \| 15[25] \| \| Szwecja (Sverigetopplistan) \| 13[26] \| \| Świat (Billboard Global 200 (Billboard)) \| 121[27] \| \| Wielka Brytania (UK Singles Chart) \| 57[28] \| |         |
| Lista (2024) | Pozycja |
| Austria (Ö3 Austria Top 40) | 9       |
| Brazylia (Brasil Hot 100 (Billboard)) | 90      |
| Czechy (Singles Digitál – Top 100) | 19      |
| Francja (SNEP) | 159     |
| Grecja (IFPI) | 95      |
| Kanada (Billboard Canadian Hot 100 (Billboard)) | 96      |
| Niemcy (Offizielle Deutsche Charts) | 11      |
| Nowa Zelandia (Recorded Music NZ) | 14      |
| Polska (OLiS) | 82      |
| Słowacja (Singles Digitál – Top 100) | 54      |
| Stany Zjednoczone (Hot Hard Rock Songs (Billboard)) | 3       |
| Stany Zjednoczone (Hot Rock & Alternative Songs (Billboard)) | 24      |
| Szwajcaria (Singles Top 100) | 15      |
| Szwecja (Sverigetopplistan) | 13      |
| Świat (Billboard Global 200 (Billboard)) | 121     |
| Wielka Brytania (UK Singles Chart) | 57      |